# (29801) 1999 CX84
A (29801) 1999 CX84 a Naprendszer kisbolygóövében található aszteroida. A LINEAR projekt keretében fedezték fel 1999. február 10-én.